# Червоний птах (журнал)

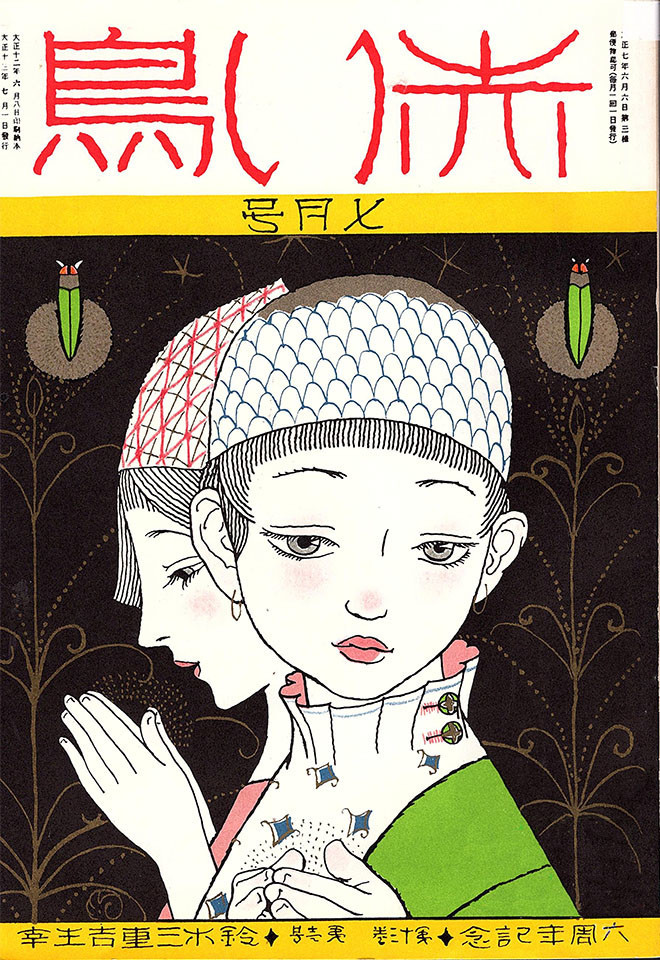
Обкладинка журналу (1924).

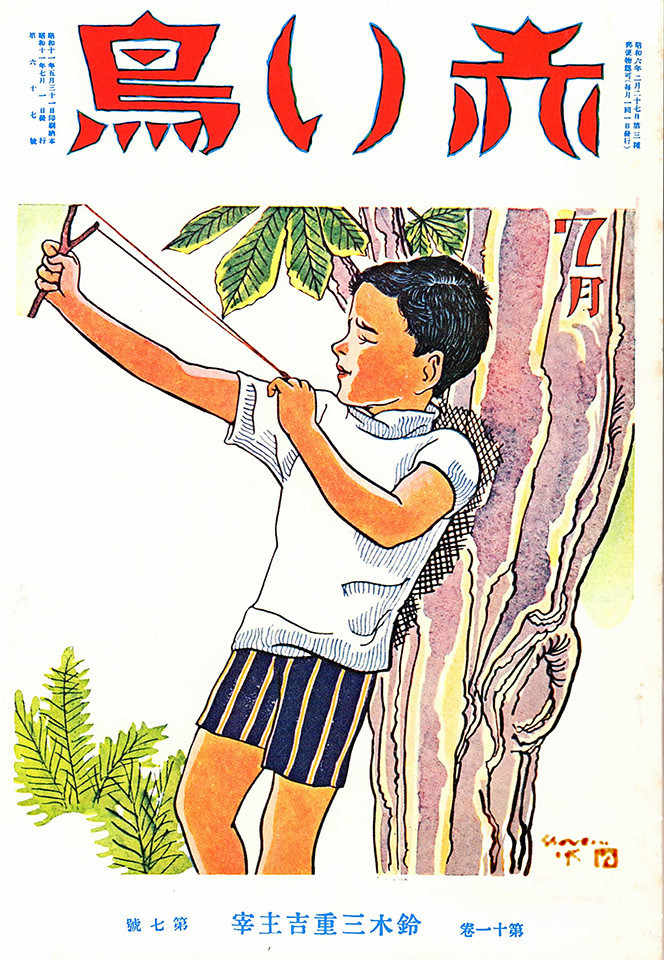
Обкладинка журналу (1936).

«Черво́ний птах» (яп. 赤い鳥, あかいとり, акаі торі) — японський дитячий журнал періодів Мейдзі і Тайсьо. Видавався у 1918–1929 і 1931–1936 роках.

## Короткі відомості
Журнал «Червоний птах» видавався зусиллями групи японських письменників під керівництвом Судзукі Міекіті, які прагнули створити особливий жанр дитячої літератури, покликаний розвивати дітей-читачів з позицій гуманізму і сприяти їхнім талантам. У журналі публікувалися повісті для дітей авторства Сімадзакі Тосана, Оґави Мімея, Ніімі Нанкіті, Цуботи Дзьодзі, пісні для дітей Кітахари Хакусю і Сайдзьо Ясо, а також автопортрети, оповідання і вірші читачів.
До смерті Судзукі Міекіті було видано 198 номерів журналу «Червоний птах».